# Fischerwerke

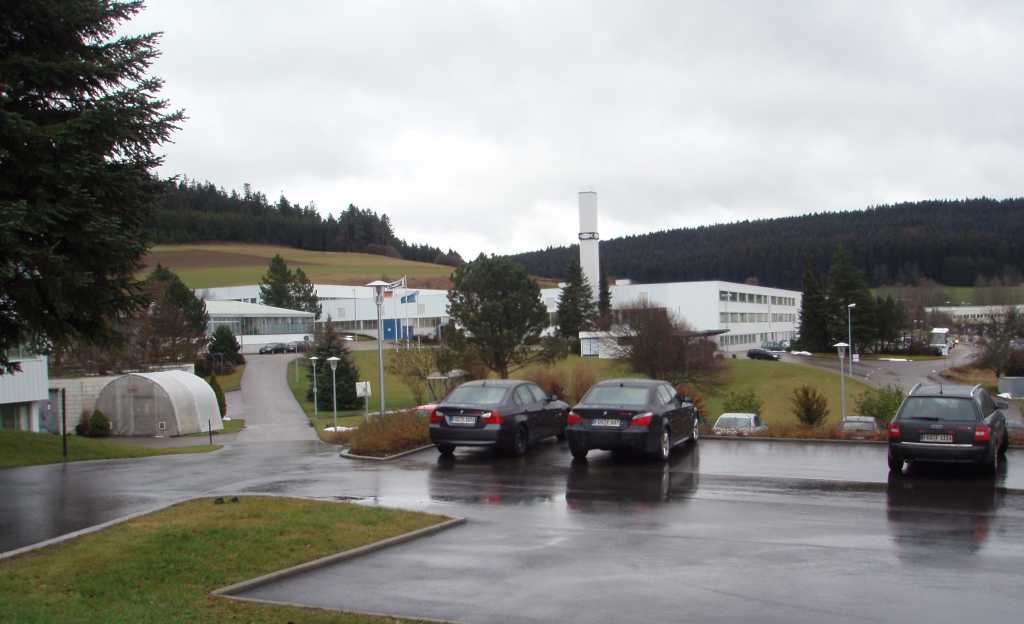
fischerwerke Waldachtal

fischerwerke GmbH & Co. KG je německá mezinárodní skupina průmyslových společností, mezi jiným výrobce autopříslušenství a vybavení, kotevní techniky, upevňovacích systémů nebo hraček.
Sídlem společnosti založené v roce 1948 Arturem Fischerem je jeho rodný Waldachtal v Bádensko-Württembersku. S přibližně 1900 zaměstnanci jsou tamní výrobní provozy jedním z největších zaměstnavatelů v zemském okrese Freudenstadt. V Německu jsou výrobní provozy i v Altheimu, Horbu, Emmendingenu a Denzlingenu. Další výrobní pobočky společnosti se nacházejí v Argentině, Brazílii, Číně, Itálii, České republice a USA. V roce 1993 převzala skupina německého výrobce kotevní techniky firmu UPAT GmbH & Co. Celosvětově měla v roce 2006 skupina kolem 3800 pracovníků v 26 dceřiných společnostech a dosáhla konsolidovaného hrubého obratu přes 493 milionů eur. V roce 2014 zaměstnávala skupina 4150 lidí a obrat za rok 2013 činil 633 milionů eur. Výrobky firmy jsou distribuovány do více než sta zemí. Výkonným ředitelem i majitelem společnosti je od roku 1980 syn zakladatele firmy Klaus Fischer.
V nedávné době převzal Joerg Fischer funkci generálního ředitele a předsedy představenstva, čímž předal vedení společnosti třetí generaci rodiny. Na vlastní žádost opustil Joerg Fischer společnost v roce 2012. V roce 2018 se generálním ředitelem společnosti fischer stal Marc-Sven Mengis.

## Divize skupiny

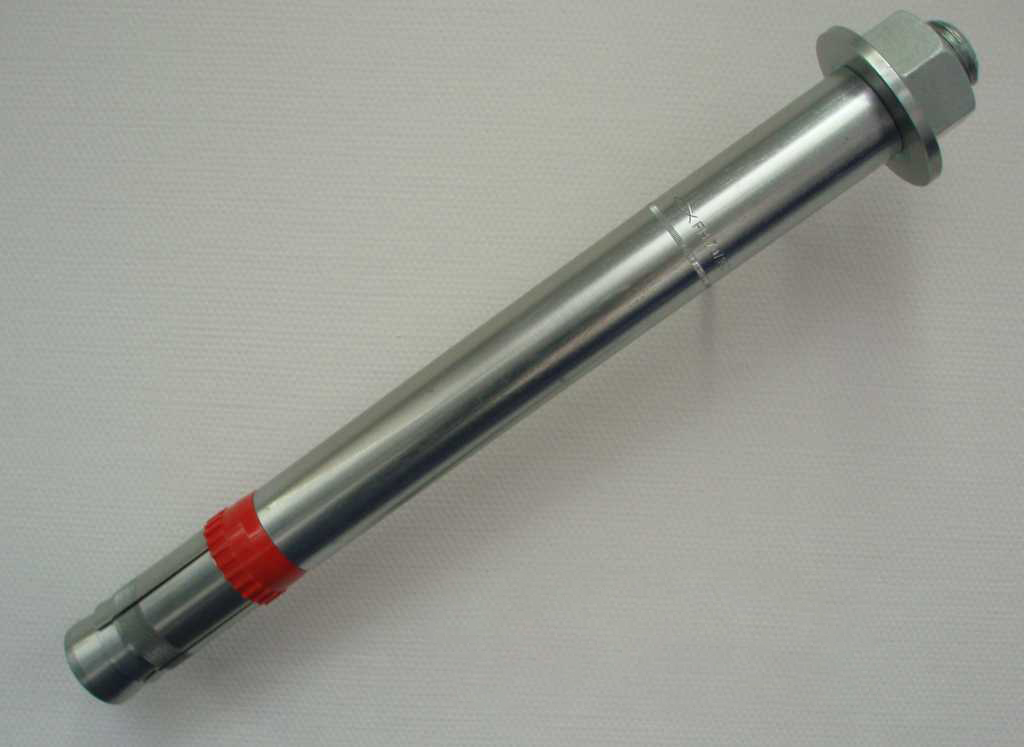
Ocelová kotva pro velká zatížení
Fischer FH 70/150,
největší kotva svého druhu na světě
(průměr vývrtu 70 mm)

- fischer automotive systems GmbH (2001)
- fischer Deutschland Vertriebs GmbH (2003)
- fischertechnik GmbH (2004)
- fischer Consulting GmbH (2004)